# Gaspard III de Coligny
Gaspard III de Coligny (Gaspard III van Coligny) (Montpellier, 26 juli 1584 - Châtillon-Coligny, 4 januari 1646) was een Frans maarschalk en hertog van Coligny. Hij was een achterneef van Frederik Hendrik van Oranje.

## Biografie
Gaspard de Coligny werd geboren als een zoon van François de Coligny en Marguerite d'Ailly. Hij was een kleinzoon van de admiraal Gaspard de Coligny. In 1622 werd hij benoemd tot maarschalk van Frankrijk. Tijdens de Dertigjarige Oorlog wist hij het Spaanse Leger van Vlaanderen te verslaan in de Slag bij Les Avins (in de huidige Belgische provincie Luik). Ook belegerde Coligny hij de Brabantse stad Leuven in 1635, samen met zijn achterneef Frederik Hendrik van Oranje, en in 1638 ook nog de Artesische stad Sint-Omaars. In 1641 voerde hij het Franse leger aan in de Slag bij La Marfée, de hoogvlakte bij Sedan, waar hij verslagen werd. Vijf jaar later overleed hij op het familielandgoed.

## Huwelijk en kinderen
Op 13 augustus 1614 huwde Gaspard de Coligny met Anne de Polignac, zij kregen samen de volgende kinderen:
- Maurice (1618-1644),
- Henriette (1618-1673,
- Gaspard (1620-1649),
- Anne (1624-1680).